# ハレー・ストリング・クァルテット
ハレー・ストリング・クァルテットは、ヴァイオリン奏者の漆原啓子・松原勝也、ヴィオラ奏者の豊島泰嗣、チェロ奏者の山本祐ノ介によって1985年に結成された日本の弦楽四重奏団である。

## メンバー
第1ヴァイオリン
- 1985年 - 漆原啓子

第2ヴァイオリン
- 1985年 - 松原勝也
- 1996年 - 篠崎史紀

ヴィオラ
- 1985年 - 豊嶋泰嗣

チェロ
- 1985年 - 山本祐ノ介
- 1998年 - 向山佳絵子

『ハレー』とはハレー彗星にちなむものであり、ハレー彗星が帰ってくるまで一緒に続けようね、ということが名前の由来である。

## ディスコグラフィ
※全て第1期メンバーによる録音
- ハイドン：「セレナード」「狩」他（1993年12月17日発売、ポニーキャニオン）
- ヤナーチェク：「クロイツェル・ソナタ」 、ドヴォルザーク：「アメリカ」 （1996年12月16日、ポニーキャニオン）
- ハイドン：十字架上のキリストの最後の7つの言葉（1995年12月16日、ポニーキャニオン）